# سیارک ۹۲۵۲۵
سیارک ۹۲۵۲۵ (به انگلیسی: 92525 Delucchi، نامگذاری:2000OV2) نود و دو هزار و پانصد و بیست و پنجمین سیارک کشف شده‌است که در ۲۸ ژوئیه ۲۰۰۰ کشف شد.